# Dactylispa wittmeri
Dactylispa wittmeri là một loài bọ cánh cứng trong họ Chrysomelidae. Loài này được Würmli miêu tả khoa học năm 1975.